# Franz-Peter Huber
Franz-Peter Huber (* 1963) ist ein deutscher Dirigent, Bariton und Domkapellmeister am Hohen Dom zu Fulda.

## Leben und Wirken
Franz-Peter Huber studierte katholische Kirchenmusik und Gesangspädagogik an der Johannes-Gutenberg-Universität Mainz sowie Chor- und Orchesterleitung an der Hochschule für Musik und Darstellende Kunst Frankfurt/Main.
Nach dem Studium war er zunächst als Domkantor in Mainz und dann – von 1994 bis 1997 – in dieser Position in Fulda tätig. Seit Dezember 1997 ist er Domkapellmeister am Fuldaer Dom und ist seitdem für den Domchor, den JugendKathedralChor und die Capella Cathedralis verantwortlich.
Als Dirigent arbeitet Franz-Peter Huber seit 1983 mit deutschen und internationalen Orchestern zusammen (u. a. Neues Bachisches Collegium Musicum, St. James Baroque Players, Cappella Istropolitana, Landeskapelle Eisenach, L’arpa festante, Meininger Hofkapelle, Göttinger Symphonie Orchester, Thüringisches Kammerorchester Weimar). Sein Interesse gilt besonders der Barockmusik und der historischen Aufführungspraxis.
Franz-Peter Huber ist zudem freiberuflich als Konzertsänger tätig.

## Diskographie
- Weihnachten im Hohen Dom zu Fulda: Chor- und Orgelmusik zur Advents- und Weihnachtszeit (1999).
- Machet die Tore weit: Chor- und Orgelmusik zur Advents- und Weihnachtszeit aus dem Hohen Dom zu Fulda (2003).
- Jacob Schuback: Brockes-Passion "Der für die Sünde der Welt gemarterte und sterbende Jesus" (2025).